# Einergraben
Einergraben, im 19. Jahrhundert auch Einerngraben bzw. Eynerngraben, war ein Wohnplatz und Industrieort im Norden der bergischen Großstadt Wuppertal im Stadtteil Barmen. Der Wohnplatz ist heute sowohl von den umfangreichen Werksanlagen der Firma Axalta Coating Systems überbaut als auch Teil der geschlossenen Wohnbebauung des Ortbereichs Stahlsberg / Marklandstraße.

## Lage und Beschreibung
Die Ortslage lag zu beiden Seiten der heutigen Märkischen Straße sowohl im heutigen Wohnquartier Hatzfeld (Stadtbezirk Barmen) als auch im heutigen Wohnquartier Nächstebreck-West (Stadtbezirk Oberbarmen) nahe der Stadtgrenze zu dem Sprockhöveler Ortsteil Gennebreck. Der Ort befand sich auf der in südlicher Hanglage des Haßlinghauser Rückens, der Wasserscheide der Flusssysteme der Wupper und der Ruhr.
Nachbarorte waren Schaumlöffel, Stahlsberg, Stahlsburg, Markland, Schellenbeck, Kickersburg, Kuckuck, Am Bilten, Nickhorn, Altenkotten, Müggenburg, Mallack, Dahlkamp, Riescheid und Flanhard auf Wuppertaler Stadtgebiet, sowie Kreiskotten auf Sprockhöveler Stadtgebiet.

## Geschichte
Einergraben war im 19. Jahrhundert als grenzüberschreitender Ort sowohl Teil der Landgemeinde Gennebreck innerhalb der Bürgermeisterei Haßlinghausen (ab 1844 Amt Haßlinghausen) als auch Teil der Landgemeinde Nächstebreck innerhalb der Bürgermeisterei Langerfeld (ab 1844 Amt Langerfeld), beide im Landkreis Hagen (ab 1897 Kreis Schwelm).
Der Ort ist auf der Topographischen Aufnahme der Rheinlande von 1824 als Einern Graben und auf der Preußischen Uraufnahme von 1840/44 als Im Einern Graben verzeichnet. Ab der Preußischen Neuaufnahme von 1892/94 ist der Ort auf Messtischblättern der TK25 als Einergraben mit dem Zusatz Chem. Fbr. (Chemische Fabrik) verzeichnet.
Im ersten Drittel des 19. Jahrhunderts wurde am Ort die Chemische Fabrik Siebel & Co gegründet. 1818 lebten acht Menschen im als Gut kategorisierten Nächstebrecker Teilort. Die Ortschafts- und Entfernungs-Tabelle des Regierungs-Bezirks Arnsberg führt den Nächstebrecker Teilort 1839 unter dem Namen Im Einerngraben I als Kotten und besaß zu dieser Zeit ein Wohnhaus. Zu dieser Zeit lebten vier Einwohner im Ort, allesamt evangelischer Konfession. Der Gennebrecker Teilort wurde Einerngraben II genannt, als Fabrick kategorisiert und besaß zwei Wohnhäusern und zwei Fabrikgebäude. In diesen wohnten 47 Einwohner, davon vier katholischer und 43 evangelischer Konfession.
Die Gemeinde- und Gutbezirksstatistik der Provinz Westfalen führt 1871 den Gennebrecker Teilort als Colonie mit zwölf Wohnhäusern und 212 Einwohnern auf. Der Nächstebrecker Teilort besaß drei Wohnhäuser und 94 Einwohner.
Das Gemeindelexikon für die Provinz Westfalen gibt 1885 für Einergraben und chem. Fabrik eine Zahl von 149 Einwohnern an (102 zu Gennebreck, 47 zu Nächstebreck), die in zwölf Wohnhäusern (acht zu Gennebreck, vier zu Nächstebreck) lebten. 1895 besaß der Ort 14 Wohnhäuser (zehn zu Gennebreck, vier zu Nächstebreck) mit 178 Einwohnern (228 zu Gennebreck, 50 zu Nächstebreck), 1905 zählte der Ort 25 Wohnhäuser (21 zu Gennebreck, vier zu Nächstebreck) und 364 Einwohner (302 zu Gennebreck, 62 zu Nächstebreck).
1922 wurde Nächstebreck mit dem östlichen Einerngraben in die Großstadt Barmen eingemeindet, die 1929 mit der Großstadt Elberfeld und weiteren Städten und Gemeinden zu Wuppertal vereint wurde. Mit der Kommunalreform von 1929 wurde auch der südliche Teil von Gennebreck um das westliche Einergraben abgespalten und ebenfalls in die neu gegründete Stadt Wuppertal eingemeindet.
Die Werksanlagen, die später zur Firma Herberts Lacke gehörten, expandierten und nahmen ab Mitte des 20. Jahrhunderts schließlich den gesamten westlichen Ortsbereich zwischen Flanhard, Riescheid, Mallack und Schaumlöffel ein, die Wohnbebauung westlich der Märkischen Straße fiel dadurch wüst. Die Firma wurde 1972 zunächst mehrheitlich und schließlich 1976 mit den restlichen Anteilen an die Hoechst AG verkauft. 1999 erwarb die US-amerikanische Firma DuPont das Unternehmen, das seit 2013 unter dem Namen Axalta firmiert. Das östliche Ortsbereich ist heute Teil der geschlossenen Wohnbebauung des Ortbereichs Stahlsberg / Marklandstraße.